# فایرلاند (اکلاهما)
فایرلاند(به انگلیسی: Fairland) شهری در ایالت اکلاهما کشور ایالات متحده آمریکا است که جمعیت آن در سرشماری سال ۲۰۱۰ میلادی، ۱٬۰۵۷ نفر بوده‌است.